# Fehér ibolya
A fehér ibolya (Viola alba) a legújabb rendszerezések szerint a Malpighiales rendbe és a ibolyafélék (Violaceae) növénycsaládjába tartozó faj.

## Származása, elterjedése
Magyarországon őshonos; a leggyakoribb a Mecsekben és a Balaton-felvidéken.

## Megjelenése, felépítése
Amint neve is mutatja, a virága többnyire fehér, de ibolyaszínű változata is van. Termése tok.

## Életmódja, élőhelye
Mezofil, lomberdei faj. Főképp a száraz tölgyesek (mecseki mészkedvelő olasz tölgyes) aljnövényzetében nő, de gyakori a száraz és félszáraz sziklai és pusztai gyepekben (Festuco–Brometea Br.-Bl. et R. Tx. ex Klika et Hadač, 1944) is. Komárom-Esztergom vármegyében, a Süttői-szigeten a tölgy–kőris–szil ligeterdők aljnövényzetéből írták le.
Nyári levelei áttelelnek.
Márciustól májusig virágzik; a barna avarban feltűnő a fehér virág.
Magvait a hangyák terjesztik.